# Seifriedswörth
Seifriedswörth (bis 1935 auch Seÿfriedswörth) ist ein Gemeindeteil der Gemeinde Wurmsham im niederbayerischen Landkreis Landshut.

## Lage
Das Pfarrdorf Seifriedswörth liegt in der Gemarkung Pauluszell 3,4 Kilometer südwestlich von Wurmsham und 6,2 Kilometer südöstlich von Velden an der Rott, die bei Neuhaus am Inn im Landkreis Passau in den Inn mündet.

## Name
Der Ortsname Seifriedswörth stammt entweder von den althochdeutschen Wörtern Seif für ‚Sumpf‘, Ried für ‚Schilf‘ und Wörth aus Uuerid für ‚trockengelegtes Land‘, oder von dem Personennamen Seifried ab.

## Geschichte

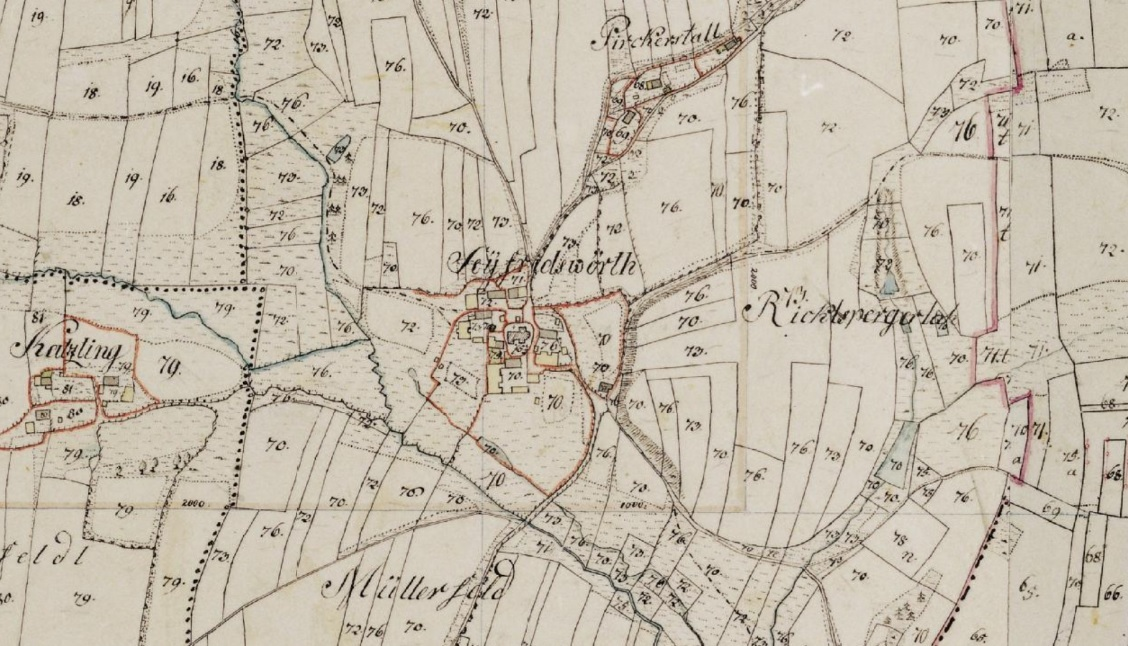
Seÿfriedswörth, Urkataster von 1843

Die Steuerbeschreibung vom Jahr 1671 und das Hofanlagenbuch von 1752/60 sind wichtige Zeitzeugen des 17. und 18. Jahrhunderts. Die Erste bayerische Landvermessung von 1808 und das Urkataster der Steuergemeinde Wurmsham von 1843 geben darüber hinaus einen tieferen Einblick in die Kartographie und Besitzverhältnisse.

## Kirche
Die Pfarrkirche St. Peter und Paul in der Kirchgasse 2 ist eine Saalkirche, die auf der Nordseite durch einen Chorflankenturm mit Spitzhelm überragt wird. Sie ist ein spätgotischer Bau aus der zweiten Hälfte des 15. Jahrhunderts, der 1902 erweitert wurde. Sie wurde 1902 durch den Münchner Architekten Joseph Elsner vergrößert, restauriert und neu ausgestattet. Sehenswert sind der neugotische Hochaltar, zwei Seitenaltäre, eine Empore sowie die Holz- und Flachbettschnitzereien. Die Kirche steht mit ihrer Ausstattung unter Denkmalschutz und ist in die Liste der Baudenkmäler in Wurmsham eingetragen. Seit dem 1. Juli 1921 ist Seifriedswörth eine selbständige Pfarrei mit einer Filialkirche in Wurmsham.

## Alte Hausnamen
Alte Hausnamen sind: „Bauer“ (Nr. 70), „Kainz“ (Nr. 7, Gasthaus Neulinger), „Rammelsperger“ (Nr. 72), „Eschlbeck“ (Nr. 73 und 74),  „Mesner“ (Nr. 75), „die Kirche“ (Nr. 75 ½) sowie „Maier“ (Nr. 76 und 77).

## Bevölkerungsentwicklung
Um 1871 gab es in Seifriedswörth 59 Einwohner. Bis in die Nachkriegszeit des Zweiten Weltkriegs stieg die Bevölkerungszahl auf 128. Im Mai 1987 lebten dort 95 Einwohner in 31 Wohngebäuden, von denen eines in zwei Wohnungen aufgeteilt war.
| Jahr      | 1871 | 1925 | 1950 | 1970 | 1987 |
| Einwohner | 59   | 88   | 128  | 109  | 95   |